# 長臂猿屬
長臂猿屬（學名：Hylobates），是長臂猿科的四屬之一，以前曾被列爲唯一屬。主要分佈于中國雲南到爪哇島中西部的廣大地區。

## 分类
- 長臂猿科 Hylobatidae[1][2]
  - 長臂猿屬 Hylobates
    - 白掌長臂猿 Hylobates lar
      - 馬來白掌長臂猿（英语：Malaysian lar gibbon） Hylobates lar lar
      - 卡氏白掌長臂猿（英语：Carpenter's lar gibbon） Hylobates lar carpenteri
      - 中部白掌長臂猿（英语：Central lar gibbon） Hylobates lar entelloides
      - 蘇門答臘白掌長臂猿（英语：Sumatran lar gibbon） Hylobates lar vestitus
      - 雲南白掌長臂猿 Hylobates lar yunnanensis

    - 婆羅洲白鬚長臂猿 Hylobates albibarbis
    - 黑掌長臂猿 Hylobates agilis
    - 西部灰長臂猿（英语：Western grey gibbon） Hylobates abbotti
    - 東部灰長臂猿（英语：Eastern grey gibbon） Hylobates funereus
    - 灰長臂猿 Hylobates muelleri
    - 銀白長臂猿（英语：Silvery gibbon） Hylobates moloch
      - 西部銀白長臂猿 Hylobates moloch moloch
      - 東部銀白長臂猿 Hylobates moloch pongoalsoni

    - 戴帽長臂猿（英语：Pileated gibbon） Hylobates pileatus
    - 克氏長臂猿（英语：Kloss's gibbon） Hylobates klossii

  - 白眉長臂猿屬 Hoolock
  - 合趾猿屬 Symphalangus
  - 黑冠長臂猿屬 Nomascus